# Netelia intermedia
Netelia intermedia är en stekelart som först beskrevs av Cameron 1905.  Netelia intermedia ingår i släktet Netelia och familjen brokparasitsteklar. Inga underarter finns listade i Catalogue of Life.